# ジャングルブック (テレビ番組)
『ジャングルブック』は、テレビ朝日系列で2001年10月16日から2002年3月12日にかけて放送されていた情報バラエティ番組である。

## 概要
世界各地に若手タレント（番組内ではレンジャーと呼ばれる）が向かいそこで動物と交流するという趣旨の番組であった。
CSのアニマルプラネットで再放送された。

## 出演者
司会
- 陣内孝則
- 徳永有美（当時：テレビ朝日アナウンサー）

レギュラー
- 栗山千明
- 大木淳

ナレーター
- 内田直哉
- 宮村優子
- 野島裕史

ほか
レンジャー
- 栗山千明
- 野村佑香
- 加藤夏希
- 松本まりか
- 中田あすみ
- 大村彩子
- 美波
- 青木堅冶
- 内田朝陽

## ネット局
系列は番組終了時（2002年3月）のもの。
| 放送対象地域  | 放送局           | 系列           | 備考   |
| ------------- | ---------------- | -------------- | ------ |
| 関東広域圏    | テレビ朝日       | テレビ朝日系列 | 制作局 |
| 北海道        | 北海道テレビ     | テレビ朝日系列 |        |
| 青森県        | 青森朝日放送     | テレビ朝日系列 |        |
| 岩手県        | 岩手朝日テレビ   | テレビ朝日系列 |        |
| 宮城県        | 東日本放送       | テレビ朝日系列 |        |
| 秋田県        | 秋田朝日放送     | テレビ朝日系列 |        |
| 山形県        | 山形テレビ       | テレビ朝日系列 |        |
| 福島県        | 福島放送         | テレビ朝日系列 |        |
| 新潟県        | 新潟テレビ21     | テレビ朝日系列 |        |
| 長野県        | 長野朝日放送     | テレビ朝日系列 |        |
| 静岡県        | 静岡朝日テレビ   | テレビ朝日系列 |        |
| 石川県        | 北陸朝日放送     | テレビ朝日系列 |        |
| 中京広域圏    | 名古屋テレビ     | テレビ朝日系列 |        |
| 近畿広域圏    | 朝日放送         | テレビ朝日系列 |        |
| 広島県        | 広島ホームテレビ | テレビ朝日系列 |        |
| 山口県        | 山口朝日放送     | テレビ朝日系列 |        |
| 香川県 岡山県 | 瀬戸内海放送     | テレビ朝日系列 |        |
| 愛媛県        | 愛媛朝日テレビ   | テレビ朝日系列 |        |
| 福岡県        | 九州朝日放送     | テレビ朝日系列 |        |
| 長崎県        | 長崎文化放送     | テレビ朝日系列 |        |
| 熊本県        | 熊本朝日放送     | テレビ朝日系列 |        |
| 大分県        | 大分朝日放送     | テレビ朝日系列 |        |
| 鹿児島県      | 鹿児島放送       | テレビ朝日系列 |        |
| 沖縄県        | 琉球朝日放送     | テレビ朝日系列 |        |

## スタッフ
- 制作：テレビ朝日、テレビマンユニオン
- 音響効果：半藤徹、黒田亜紀子

## スポンサー
筆頭スポンサーのライオンはそれまでは月曜夜7時枠の『熱血!島田塾〜おれたちホンキ宣言〜』～『そんなに私が悪いのか!?』の筆頭スポンサー（その前は木曜夜7時枠（1998年4月 - 1999年3月）←火曜夜7時枠(1993年4月 - 1998年3月)だった。）さらに、それ以前は水曜スペシャル→新・水曜スペシャル→ニュースシャトル（7:20放送時代）→はなきんデータランドのスポンサーだったが、終了後は日曜夜7時枠（「決定!これが日本のベスト100」）へ移行した（その後は「Matthew's Best Hit TV+」（三再び火曜夜7時枠）→「旅の香り」（再び日曜夜7時枠）→「サンデーデラックス」（日曜夜7・8時枠、テレビ朝日制作時のみ）→「大胆MAP」→「大人のソナタ」→「速報!スポーツLIVE」→「シルシルミシルさんデー」→「オドロキ見たいテレビ びっくりぃむ」→「日本人の3割しか知らないこと くりぃむしちゅーのハナタカ!優越館」（三再び日曜夜7時枠）と変遷し、2016年10月からは「日曜もアメトーーク!」を提供している）。